# Journey Back to Oz
Journey Back to Oz é um filme de animação estadunidense produzido pela Filmation em 1974. A história é uma sequência da mostrada no filme de 1939, tendo sido adaptada do segundo livro de L. Frank Baum (sem créditos, contudo), The Marvelous Land of Oz. O Mágico de Oz não aparece no filme, apenas num segmento da adaptação para a TV em 1976 (Canal ABC), interpretado em live action por Bill Cosby.

## Dublagem original
- Liza Minnelli....Dorothy
- Don Messick...Totó
- Paul Lynde...Cabeça de abóbora
- Herschel Bernardi...Charelsworth Pinto "Cabeça de pau" Stallion, III
- Ethel Merman...Mombi
- Mickey Rooney...Espantalho
- Danny Thomas...Homem de Lata
- Milton Berle...Leão Covarde
- Rise Stevens...Glinda, a boa bruxa do Sul
- Jack E. Leonard...poste de sinalização
- Margaret Hamilton...Tia Emma
- Paul Ford...Tio Henry
- Larry Storch...Amos, empregado de Tia Emmma e Tio Henry
- Dallas McKennon...Omby Amby
- Mel Blanc...Corvo de Mombi

## Sinopse
Dorothy Gale, uma menina de em média 9/10 anos, mora em uma chácara em Kansas, com seus tios. Ela sonha em um dia voltar ao Mundo Mágico de Oz e conta toda sua aventura a tia que por sinal não acredita em uma só palavra. Ela pede para Dorothy entrar outro ciclone estava se formando, mas é tarde e Dorothy é levada por ele.
A menina cai em um lugar diferente e quando se dá por conta esta em Oz. Quando seguia a estrada de tijolos amarelos, para voltar à Cidade Esmeralda, ela acaba saindo do percurso e cai numa mata fechada onde encontra o Cabeça de Abóbora; eles vão a procura da cidade Esmeralda juntos.
Durante a jornada são obrigados a fugir da malvada bruxa Mombi, e encontram um cavalo de pau que fugiu do Carrossel. Eles passam pelas outras cidades visitando o Homem de Lata, o Leão Covarde e, na Cidade Esmeralda, encontram o Espantalho. Este é sequestrado por Mombi, que retira todo brilho da Cidade Esmeralda e a destrói com seus elefantes verdes.
Com a ajuda da feiticeira boa, Glinda, Dorothy e seus amigos espantam os elefantes com ratos mágicos.
Mombi, que procurava escapar, se transforma em uma rosa, mas os elefantes estavam tão assustados com os ratos brancos que não a vêem e a atropelam, assim Mombi morre esmagada nas mão de Dorothy. Junto dela todos seus feitiços se vão e a Cidade Esmeralda volta a brilhar, mas Cabeça de Abóbora também se vai pois era um feitiço criado po Mombi para trabalhar.
Glinda aparece enquanto Dorothy chora sobre Cabeça de Abóbora; Glinda explica a Dorothy que ela havia ido junto com Mombi, mas esta não aguenta a perda de seu amigo e suas lágrimas o trazem de volta.
Enquanto Oz faz a festa, Dorothy se despede de seus amigos e vai embora junto de Totó.